# Le Roman bourgeois
Le Roman bourgeois est un roman d'Antoine Furetière publié à Paris chez Barbin en 1666.

## Histoire
Le Roman bourgeois d'Antoine Furetière est peut-être autant une série de tableaux des mœurs bourgeoises de Paris qu'un roman au sens moderne. Il n'y a pas exactement d'intrigue suivie, même si on peut trouver des liens entre les différentes historiettes qui composent le livre.
Le terme de « bourgeois » lui-même doit s'entendre au sens classique (XVIIe siècle), qui concerne les catégories urbaines, roturières
et relativement aisées de la société, ainsi que l'emploie Molière pour le Bourgeois gentilhomme exactement à la même époque.

### Première partie
La première partie du roman met en scène Javotte, une jeune fille très naïve, et ses soupirants Nicodème et Bedout. Elle ne tombe amoureuse d'aucun des deux, finira par fréquenter le beau monde, avant de se laisser enlever par Pancrace, un homme de qualité qu'elle a rencontré dans les salons.
On y trouve aussi Lucrèce, séduite par un marquis qui l'abandonne après l'avoir mise enceinte. Mais la rusée Lucrèce ne manque pas de ressources pour autant…
Les traits de caractère dominants de cette première partie sont l'avarice, la sottise et la coquetterie.

### Deuxième partie
Dans la deuxième partie, on trouve une femme bourgeoise acharnée de procès, Collantine, un juge sot et ignorant, Belastre, et un plaideur occasionnel, Charroselles.  
Le roman conte alors les divers procès qu'ont ces personnages atteints par la fièvre de la chicane. Les dernières pages sont consacrées à l'inventaire des possessions de Mytophilacte, un auteur qui ne possédait guère qu'un gros tas de manuscrits jamais imprimés et qui vient de mourir dans la misère. C'est l'occasion de faire une satire mordante du monde de l'écriture. Libraires, éditeurs filous et auteurs sans le sou n'hésitant jamais à flatter bassement tout mécène potentiel…

## Nouveauté du roman
Postérieur à  l'Astrée et  à l'Autre monde mais antérieur à la Princesse de Clèves, le Roman bourgeois est peut-être le roman le plus novateur du XVIIe siècle français malgré son succès plus que mitigé au moment de sa publication.
À la différence de la critique enjouée que l'on trouve dans d'autres romans contemporains de Furetière, Francion ou du Roman comique, par exemple, ou dans beaucoup de comédies de Molière, Furetière y présente une parodie beaucoup plus mordante du mode de vie de la bourgeoisie, choisissant  des figures typiques de la couche la plus représentative de l’époque, la bourgeoisie de robe.
Le titre du roman suggère l’intention de créer un nouveau type de roman, dans lequel Furetière raconte « avec fidélité plusieurs historiettes ou galanteries arrivées entre […] ces bonnes gens de médiocre condition […] dont les uns seront beaux et les autres laids, les uns sages et les autres sots ; et ceux-ci ont bien la mine de composer le plus grand nombre ». Mais, dans celui-ci, en même temps, « il n’y a que de fabuleux ». L’auteur a donc l’intention d’organiser les données de la réalité à l’aide du « fabuleux ». Il a aussi l’intention de nous présenter le caractère fortuit de la vie de ces gens et de la vie en général. Pour cela, il nous raconte de « petites histoires et aventures arrivées dans divers quartiers de la ville [de Paris], qui n’ont rien de commun ensemble et qu’il « tâche de rapprocher les unes des autres autant qu’il [lui] est possible » . L'histoire commence dans un lieu « qui est le plus bourgeois, et qu’on appelle communément la place Maubert » plus précisément dans l’église des Carmes, lieu privilégié de la vie publique des bourgeois du quartier, où le « hasard plutôt que le dessein y pourra faire rencontrer des personnages ».

## Approche de l'œuvre
Mal jugée pendant longtemps, l'œuvre n'a pas convaincu par sa structure. Mais on a pu voir dans cette apparente incohérence une volonté assumée de l'auteur.
En revanche, l'originalité des personnages féminins (Javotte, Lucrèce) ainsi qu'une certaine critique des mesquineries et vulgarités du milieu qu'il dépeint a fait dire qu'en « 1666, un anti-roman [ce que serait le Roman bourgeois] ne pouvait […] voir le jour qu’en incluant dans son propos la dérision du discours amoureux véhiculé par le roman précieux […] et en général de l’amour dans les formes  ». On  a jugé  ainsi que l'unité des deux livres du roman venait « de la symétrique satire d’un langage de l’amour contaminé par l’idéologie tendre et de rapports sociaux pervertis par le formalisme juridique où réside [... ]l’unité profonde du Roman bourgeois. »

### Rééditions
- Georges Mongrédien (éd.), Le roman bourgeois, Paris, Le Club du meilleur livre, [1955].
- Jacques Prévot (éd), Le roman bourgeois, Paris, Gallimard, 1981.
- Marine Roy-Garibal (éd), Le roman bourgeois, Paris, Garnier Flammarion 2001.

### Études
- Jenő Újfalusi Németh, « La configuration du “Roman bourgeois” d'Antoine Furetière », Acta romanica, t. 23, Szeged, JATEPress, 2004, p. 149-157. (lecture actantielle du roman).
- Craig Moyes, « Juste(s) titre(s) : l’économie liminaire du Roman bourgeois », Études françaises, vol. 45, no 2,‎ 2009, p. 25-45 (lire en ligne).